# ديفيد فيليب
ديفيد فيليب (بالألمانية: David Philipp)‏ هو لاعب كرة قدم ألماني، ولد في 10 أبريل 2000 في هامبورغ في ألمانيا.

## وصلات خارجية
- ديفيد فيليب على موقع قاعدة بيانات كرة القدم.إي يو (الإنجليزية)
- ديفيد فيليب على موقع Soccerway.com (الإنجليزية)
- ديفيد فيليب على موقع عالم كرة القدم.نت (الإنجليزية)